# Neutroni
Neutroni (đôi khi được gọn là neutri), kí hiệu hoá học là Nu là tên được đề nghị để gọi thực thể có cấu tạo hoàn toàn từ neutron.
Tên này được nhà khoa học Đức Andreas von Antropoff (1878-1956) đặt ra vào năm 1926 cho "nguyên tố có số nguyên tử bằng không", trước cả khi khám phá ra neutron, mà ông phỏng đoán rằng đặt nó ở phần đầu của bảng tuần hoàn . Tuy nhiên ý nghĩa của thuật ngữ đã thay đổi theo thời gian, và từ nửa cuối của thế kỷ 20 trở đi nó đã được sử dụng hợp pháp để tham chiếu đến thực thể vật chất cực kỳ dày đặc như các thể vật chất neutron thoái hóa, về lý thuyết là tồn tại trong lõi của các sao neutron, sau đây gọi là "neutroni thoái hóa" (degenerate neutronium). Khoa học viễn tưởng và văn chương đại chúng thường sử dụng thuật ngữ "neutroni" để chỉ giai đoạn dày đặc cao của vật chất gồm chủ yếu là neutron.

## Neutroni và bảng tuần hoàn
Nhiều nhà khoa học đề xuất về vị trí của neutroni trong bảng tuần hoàn, ở cột khí hiếm, xếp trên heli.

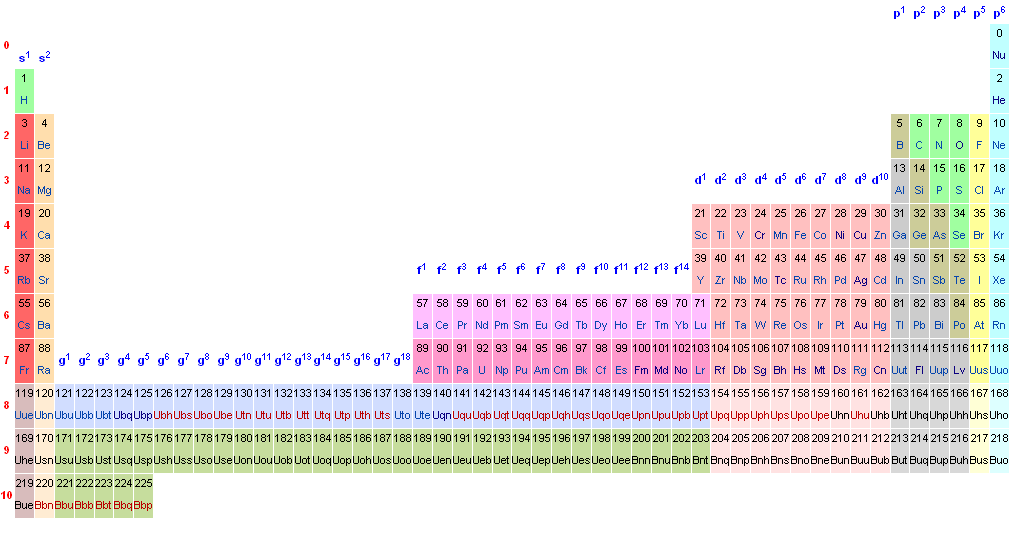
Neutroni được các nhà khoa học đề xuất xếp trên heli (cột khí hiếm).